# Чжан Вэньму
Чжан Вэньму (кит. 张文木, род. 1957) — современный китайский философ и геополитик.

## Биография
Чжан Вэньму родился в 1957 г. в провинции Шэньси. В 1975 г. окончил среднюю школу. В 1979 г. поступил в университет Сибэй дасюе（西北大学). Затем учился в Тяньцзиньском педагогическом университете (天津师范大学) и Шаньдунском университете (山东大学). В 1997 году получил степень доктора права. В настоящее время работает в Институте стратегических исследований Пекинского университета аэронавтики и астронавтики (北京航空航天大学问题战略研究所).
В своих работах Чжан Вэньму затрагивает актуальные проблемы глобализации, цивилизационной идентичности, проблемы геостратегии, подвергает анализу и критике наиболее влиятельные геополитические теории и доктрины.
В китайских университетских учебниках политологии изложению его взглядов отводится особое место, читаются курсы по его концепции национальной безопасности.

## Сочинения
- 张文木. 中国新世纪安全战略 (Чжан Вэньму. Чжунго синьшицзи аньцюань чжаньлюй — Китайская стратегия безопасности в новом веке). 山东人民出版社 (Шаньдун жэньминь чубаньшэ), 2000 (на кит. яз.).
- 张文木. 世界地缘政治中的中国国家安全利益分析 (Чжан Вэньму. Шицзе диюань чжэнчжи чжун дэ Чжунго гоцзя аньцюань лии фэньси — Анализ безопасности национальных интересов Китая в контексте мировой геополитики). 济南, 山东人民出版社 (ЦЗинань, Шаньдун жэньминь чубаньшэ，2004.05 (на кит. яз.).
- 张文木. 全球视野中的中国国家安全战略 (Чжан Вэньму. Цюаньцю шиечжун дэ Чжунго аньцюань чжаньлюэ — Китайская стратегия национальной безопасности в контексте глобальных перспектив). 山东人民出版社 (Шаньдун жэньминь чубаньшэ), 2008 (на кит. яз.).
- 张文木. 论中国海权 (Чжан Вэньму. Лунь Чжунго хайцюань — О морской власти Китая). 海洋出版社 (Хайян чубаньшэ), 2009 (на кит. яз.).

## На русском языке
- Чжан Вэньму. Логика подъёма великих держав (перевод с китайского О.В. Мигуновой) // Геополитика и безопасность № 1(13) — СПб, 2011.